# Оскар II
Оскар II (на шведски: Oscar Fredrik) е крал на Швеция в периода 1872 – 1907 и крал на Норвегия 1872 – 1905 г.

## Биография
Роден е на 21 януари 1829 г. в Стокхолм, Швеция. Син е на крал Оскар I и Жозефин Льойхтенбергска. Възкачва се на престола след смъртта на брат си Карл XV, тъй като не оставил синове. Той е последният шведски карл на Норвегия (1872 – 1905). През 1905 г. личната уния между Швеция и Норвегия е разтрогната и норвежците избират за свой крал принц Карл Датски, който приема името Хокон VII. Хокон VII от своя страна е племенник на Оскар (син на дъщерята на Карл XV).
Оскар, подобно на по-големия си брат, обича литературата, превежда и пише исторически съчинения, композира музика (някои от неговите произведения придобиват голяма известност). Покровителства науката, по негово време Швеция и Норвегия започват да връчват Нобеловата награда (първите награди са дадени през 1901 г). Това е преди разпада на шведско-норвежката уния, затова и Нобеловата награда за мир и до днес се връчва в Норвегия.

## Семейство
От 1857 г. Оскар е женен за София Насау-Вайлбург (1836 – 1913), от която има четирима сина:
- Густав V (1858 – 1950), крал на Швеция;
- Оскар, херцог на Готланд (1859 – 1953), граф Бернадот Визборг;
- Принц Карл Шведски (1861 – 1951);
- Евгений, херцог Нерке (1865 – 1947), един от най-известните шведски художници.